# Économie des Tonga
L'économie des Tonga est une économie relativement peu monétarisée marquée par l'insularité de l'archipel, qui de par sa taille est dépendant des transferts financiers de ses émigrés, mais également dans l'agriculture commerciale, la pêche ou dans divers initiatives comme la philatélie.

## Secteur

### Agriculture
La majorité des Tongiens vivent de l'agriculture et de la pêche en mer.
La noix de coco, les bananes, les patates douces, les ignames, les taros (tubercule), les cassaves (galettes de farine), les agrumes et la vanille font partie des principales cultures. 
Les Tonga exportent le coprah (10 000 à 15 000 tonnes chaque année), l’huile de noix de coco, la pastèque, la vanille, les taros et la banane. 
Tout habitant des Tonga de plus de 16 ans peut louer un terrain. À l'origine, ce droit prenait la forme de l'attribution à tout jeune homme majeur d'une parcelle de terrain destinée à l'agriculture (Api Uta) d'environ 8 ha et d'une parcelle destinée à recevoir l'habitation et placée en zone urbaine de quelques ares.
En avril 2013, le gouvernement a annoncé que le secteur de la pêche serait désormais exempté de la taxe à la consommation sur les ventes, une mesure destinée à relancer l'industrie de la pêche dans une période difficile.

### Industrie
Un projet de centre régional de distribution de produits pétroliers est en cours d'élaboration.

### Autres secteurs
Dans les années 1970 et 1980, la poste des Tonga a émis des timbres de formes non rectangulaires autocollants en forme de banane, d'ananas, de noix de coco, de montre, de billet de banque, de cœur, de carte des Tonga, de ballon, de boxeur, de tente de scout ou même de pièce de monnaie locale ; ces timbres, très recherchés par les philatélistes, ont permis au gouvernement des îles Tonga d'obtenir des revenus importants (8 % de ses revenus).
Les Tonga ont également commercialisé des positions sur l'arc géostationnaire. En effet, en 1987 l'industriel américain Matt Nilson avait conseillé au roi Taufaʻahau Tupou IV de revendiquer des orbites géostationnaires non attribuées avant que l'arbitrage final ne soit rendu au niveau international. Ce conseil judicieux a ainsi permis aux Tonga de vendre via la société Tongasat (en) de M. Nilson des droits de positionnement de satellites à des pays qui n'avaient pas pris la précaution de retenir ces positions,.
Les devises apportées par les visiteurs qui viennent aux Tonga ainsi que l'aide extérieure, notamment britannique, (qui constitue près du quart du PNB (produit national brut)) occupent une place importante dans les ressources du pays.
Le tourisme aux Tonga s'adresse surtout à une clientèle aisée, car l'archipel est assez isolé dans le Pacifique, et surtout du fait que l'archipel doit importer une grande partie de ses produits de consommation, dont la nourriture, ce qui fait que la vie est assez chère pour un visiteur étranger dans ce pays. Les Tonga souhaitent une politique touristique, mais ce pays ne recherche pas le tourisme de masse, mais un nombre réduit de visiteurs, surtout aisés. Depuis la Pandémie de Covid19 débutée en 2020, le pays est quasiment fermé aux visiteurs étrangers.  

## Monnaie
La monnaie est le Pa'anga (100 seniti) (ou dollar tongien), sensiblement de la même valeur que le dollar australien.

## Relations économiques et diplomatiques
En 2012, les principaux partenaires du pays pour les exportations sont la Nouvelle-Zélande (26,1% du total) et les États-Unis (13,4% du total).
Les Tonga sont devenus le 151e État membre de l'Organisation mondiale du commerce (OMC) le 27 juillet 2007.
En novembre 2014, le gouvernement de Tonga a annoncé qu'il envisageait de créer une zone économique spéciale dans le pays afin d'encourager les investissements étrangers.

## Quelques chiffres
- PNB global en 2006 : 0,22 milliard de $.
- PNB par habitant en 2006 : 2 170 $.
- Balance des paiements : -0,1 milliard $ (2010).